# Dawit Narmania

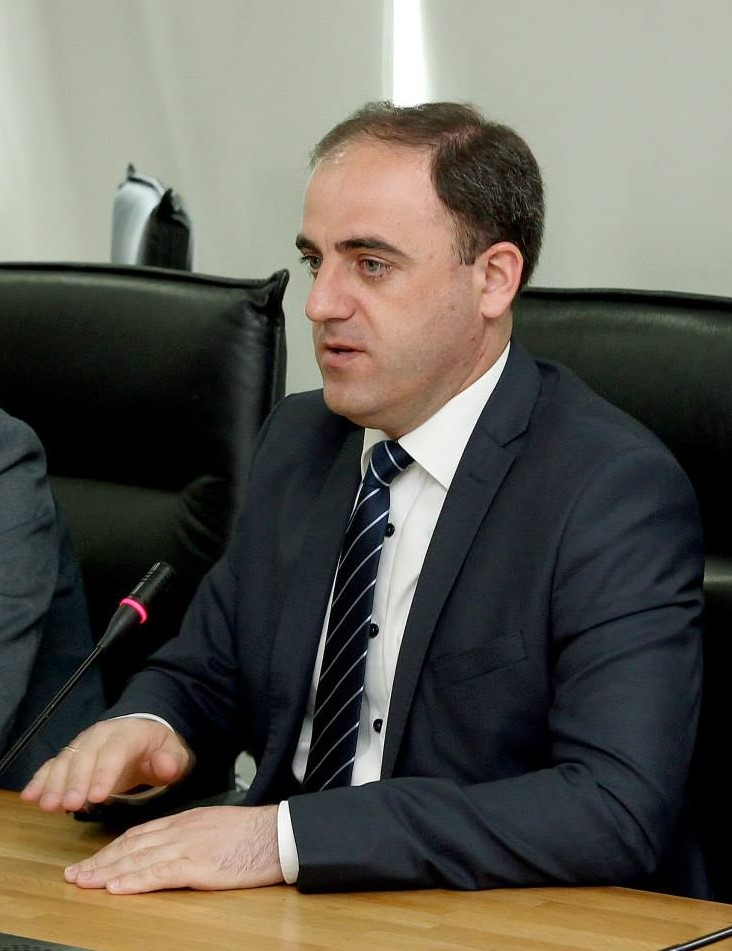
Dawit Narmania (2014)

Dawit Narmania (georgisch დავით ნარმანია; * 7. März 1979 in Sugdidi) ist ein georgischer Politiker und derzeitiger Bürgermeister von Tiflis, der Hauptstadt Georgiens. 

## Leben
Narmania studierte ab 1996 an der Staatlichen Universität Tiflis Wirtschaftswissenschaften und promovierte 2005 im gleichen Fach. Seit 2001 war er als Berater, unter anderem für georgische Ministerien, sowie für mehrere Institute in leitender Funktion tätig. Von 2012 bis 2014 war Narmadia Minister für regionale Entwicklung und Infrastruktur in Georgien. Im Juli 2014 gewann er mit über 72 % der Stimmen das Bürgermeisteramt in Tiflis als Kandidat des Parteienbündnisses Georgischer Traum.